# Jimmy McCracklin
Jimmy McCracklin (13. srpna 1921 St. Louis, Missouri, USA – 20. prosince 2012 San Pablo, Kalifornie, USA) byl americký bluesový pianista, zpěvák a hudební skladatel. V roce 2008 byl uveden do Blues Hall of Fame. Nahrál přes 30 alb a vlastní čtyři zlaté desky.